# Galí I Asnar
Galí I Asnar (? - 867) fou comte d'Urgell i Cerdanya (824-834); comte de Pallars i Ribagorça (833-844) i comte d'Aragó (844-867) com a Galí II.
Fill d'Asnar I Galí, comte d'Urgell i de Cerdanya, i antic comte d'Aragó. Va rebre els comtats catalans com herència paterna, mentre l'aragonès es mantenia a mans del seu cunyat primer i del seu nebot després. El 834 va perdre els comtats d'Urgell i de Cerdanya en favor de Sunifred I, si bé un any abans s'havia apoderat dels comtats de Pallars i Ribagorça, que estaven en mans de Berenguer, comte de Tolosa, però aquests només els va poder mantenir fins al 844, quan en fou expulsat per Frèdol de Tolosa.
El 844 va retornar a Aragó per fer-se càrrec del govern d'aquest comtat. Ja fos per la mort del comte Galí I Garcés, el seu nebot, que havia mort sense descendència, o bé que retornés amb ajuda militar franca per recuperar el tron del seu pare. Segons la tradició, va matar el comte Garcia I, pare de Galí Garcés, fent-lo caure per un barranc, i després va ocupar el seu lloc.
Del seu matrimoni amb Guldreguda va tenir un fill, el futur Asnar II Galí.